# Ken Henry Johnsen
Ken Henry Johnsen (Tønsberg, 28 juli 1975) is een Noors voormalig voetbalscheidsrechter. Hij was in dienst van FIFA en UEFA tussen 2010 en 2016. Ook leidde hij van 2008 tot 2016 wedstrijden in de Tippeligaen.
Op 20 april 2008 leidde Johnsen zijn eerste wedstrijd in de Noorse nationale competitie. Tijdens het duel tussen Aalesunds FK en Hamarkameratene (5–0) trok de leidsman eenmaal de gele en eenmaal de rode kaart. In Europees verband debuteerde hij tijdens een wedstrijd tussen EB/Streymur en Kalmar FF in de voorronde van de UEFA Europa League; het eindigde in 0–3 en de Noorse leidsman gaf vier gele kaarten. Zijn eerste interland floot hij op 2 september 2011, toen Litouwen met 0–0 gelijkspeelde tegen Liechtenstein. Tijdens dit duel gaf Johnsen vijf gele kaarten en één rode.

## Interlands
| Datum            | Plaats             | Wedstrijd                | Uitslag | Competitie           | Kreeg geel | Kreeg voor de tweede keer geel en dus rood | Weggestuurd |
| ---------------- | ------------------ | ------------------------ | ------- | -------------------- | ---------- | ------------------------------------------ | ----------- |
| 2 september 2011 | Kaunas, Litouwen   | Litouwen – Liechtenstein | 0 – 0   | EK 2012 kwalificatie | 5          | 0                                          | 1           |
| 15 augustus 2012 | Tallinn, Estland   | Estland – Polen          | 1 – 0   | Vriendschappelijk    | 5          | 0                                          | 0           |
| 26 maart 2013    | Warschau, Polen    | Polen – San Marino       | 5 – 0   | WK 2014 kwalificatie | 7          | 0                                          | 0           |
| 8 juni 2015      | Viborg, Denemarken | Denemarken – Montenegro  | 2 – 1   | Vriendschappelijk    | 4          | 0                                          | 0           |